# Argenta (Ferrara)
Argenta é uma comuna italiana da região da Emília-Romanha, província de Ferrara, com cerca de 21 636 habitantes. Estende-se por uma área de 311 km², tendo uma densidade populacional de 69.57 hab/km². Faz fronteira com Alfonsine, Baricella, Conselice, Ferrara, Portomaggiore, Comacchio, Imola, Molinella, Ravena, Voghiera.

## Demografia
| Variação demográfica do município entre 1861 e 2011                               |
|                                                                                   |
| Fonte: Istituto Nazionale di Statistica (ISTAT) - Elaboração gráfica da Wikipedia |